# Distribuidora de títulos e valores mobiliários
Distribuidora de Títulos e Valores Mobiliários (DTVM) são instituições autorizadas a funcionar pelo Banco Central do Brasil e que compõem o Sistema Financeiro Nacional, atuando na intermediação de títulos e valores mobiliários, nos mercados financeiros e  de capitais. 
Essas instituições realizam a intermediação de operações com títulos e valores mobiliários, como ações, debêntures  e  commodities.